# How to Get Away with Murder
How to Get Away with Murder (vaak afgekort tot HTGAWM) is een Amerikaanse televisieserie die voor de eerste maal werd uitgezonden op de ABC op 25 september 2014. De serie werd gecreëerd door Peter Nowalk en geproduceerd door Shonda Rhimes, met in de hoofdrol Viola Davis als professor in strafrecht. In België wordt de serie sinds januari 2015 uitgezonden op Eén en in Nederland sinds februari 2015 op Net5.

## Verhaal
How to Get Away with Murder volgt het privé- en professioneel leven van Annalise Keating, een professor in strafrecht aan de (fictieve) Universiteit van Middleton, Philadelphia, een van de meest prestigieuze universiteiten in strafrecht van Amerika. Advocate Annalise selecteert een groep van haar beste studenten, Connor Walsh, Michaela Pratt, Asher Millstone, Laurel Castillo en Wes Gibbins, die mogen meewerken op haar advocatenkantoor. Annalise is getrouwd met Sam Keating maar heeft ook een amoureuze affaire met politie-inspecteur Nate Lahey. Wanneer haar persoonlijk en professioneel leven verstrengeld geraken, worden Annalise en haar studenten ongewild betrokken bij een moordcomplot.

## Rolverdeling

### Hoofdrollen
Legenda
 = Hoofdrol
 = Bijrol
 = Gastrol
 = Geen rol
| Acteur          | Personage                     | Aantal afleveringen | Aantal afleveringen | Aantal afleveringen | Aantal afleveringen | Aantal afleveringen | Aantal afleveringen | Aantal afleveringen |
| Acteur          | Personage                     | S01                 | S02                 | S03                 | S04                 | S05                 | S06                 | Totaal              |
| --------------- | ----------------------------- | ------------------- | ------------------- | ------------------- | ------------------- | ------------------- | ------------------- | ------------------- |
| Viola Davis     | Professor Annalise Keating    | 15                  | 15                  | 15                  | 15                  | 15                  | 15                  | 90                  |
| Billy Brown     | Politie-inspecteur Nate Lahey | 15                  | 15                  | 15                  | 15                  | 15                  | 15                  | 90                  |
| Liza Weil       | Bonnie Winterbottom           | 15                  | 15                  | 15                  | 15                  | 15                  | 15                  | 90                  |
| Charlie Weber   | Frank Delfino                 | 15                  | 15                  | 15                  | 15                  | 15                  | 15                  | 90                  |
| Aja Naomi King  | Michaela Pratt                | 15                  | 15                  | 15                  | 15                  | 15                  | 15                  | 90                  |
| Jack Falahee    | Connor Walsh                  | 15                  | 15                  | 15                  | 15                  | 15                  | 15                  | 90                  |
| Karla Souza     | Laurel Castillo               | 15                  | 15                  | 15                  | 15                  | 15                  | 11                  | 86                  |
| Matt McGorry    | Asher Millstone               | 15                  | 15                  | 15                  | 15                  | 15                  | 11                  | 86                  |
| Conrad Ricamora | Oliver Hampton                | 9                   | 13                  | 15                  | 15                  | 15                  | 15                  | 82                  |
| Alfred Enoch    | Wes Gibbins                   | 15                  | 15                  | 15                  | 3                   |                     | 2                   | 50                  |
| Tom Verica      | Sam Keating                   | 11                  | 4                   | 1                   | 1                   | 2                   | 4                   | 23                  |
| Amirah Vann     | Tegan Price                   |                     |                     |                     | 10                  | 12                  | 15                  | 37                  |
| Rome Flynn      | Gabriel Maddox                |                     |                     |                     | 1                   | 15                  | 15                  | 31                  |

### Bijrollen
| Acteur             | Personage        |
| ------------------ | ---------------- |
| Megan West         | Lila Stangard    |
| Conrad Ricamora    | Oliver Hampton   |
| Alysia Reiner      | D.A. Wendy Parks |
| Lenny Platt        | Griffin O'Reilly |
| Arjun Gupta        | Kan              |
| Lynn Whitfield     | Mary Walker      |
| Jessyka Finnoy     | Student          |
| Marcia Gay Harden  | Hannah Keating   |
| April Parker-Jones | Claire Bryce     |
| Jack Mikesell      | Rudy Walters     |
| Tamyn Tomita       | Carol Morrow     |
| Elliot Knight      | Aiden Walker     |
| Cicely Tyson       | Ophelia Harkness |
| Famke Janssen      | Eve Rothlow      |

## Afleveringen

### Seizoen 1: 2014-2015
| Nr. in serie | Nr. in seizoen | Titel                     | Regisseur        | Schrijver                              | Kijkcijfers VS (miljoen) | Uitzenddatum VS   |  |
| --- | -------------- | ------------------------- | ---------------- | -------------------------------------- | ------------------------ | ----------------- |  |
| 1 | 1              | Pilot                     | Michael Offer    | Pete Nowalk                            | 14,12                    | 25 september 2014 |  |
| Annalise Keating, een strafrechtelijke advocaat en professor Crimineel Recht, selecteert vijf studenten uit haar les om bij haar te komen werken. Haar cliënte is een vrouw die ervan beschuldigd wordt haar baas en minnaar te hebben vermoord met aspirine, waar hij allergisch voor was. Wes ontdekt dat Annalise haar man Sam bedriegt met rechercheur Nate Lahey. Connor gebruikt onorthodoxe manieren om de zaak te winnen. Het lichaam van een student, Lila Stangard, wordt maanden na haar verdwijning gevonden in een watertank van haar studentenclub. Flashforwards: Wes, Laurel, Connor en Michaela discussiëren over hoe ze een lichaam uit het huis van Annalise kunnen smokkelen. Ze worden bijna betrapt door de politie terwijl ze hun plan uitvoeren, en brengen het lichaam naar een bos om het daar te verbranden. Het lichaam is van Sam, de man van Annalise. |                |                           |                  |                                        |                          |                   |  |
| 2 | 2              | It's All Her Fault        | Bill D'Elia      | Pete Nowalk                            | 11,94                    | 2 oktober 2014    |  |
| Annalise verdedigt Max St. Vincent, een excentrieke miljonair die de hoofdverdachte is in het onderzoek naar de brutale moord op zijn vrouw. Ondanks alle bewijzen tegen hem daagt Annalise haar studenten uit om te bewijzen dat Max onschuldig is, of het nu de waarheid is of niet. In haar privé-leven begint Annalise steeds meer te vermoeden dat haar man iets te maken heeft met de verdwijning van Lila, wat een weerslag heeft op hun huwelijk. Flashforwards: Tijdens de nacht van de moord lijkt Wes enkele geheimen met zich mee te dragen. |                |                           |                  |                                        |                          |                   |  |
| 3 | 3              | Smile, or Go to Jail      | Randy Zisk       | Rob Fresco                             | 10,81                    | 9 oktober 2014    |  |
| Annalise helpt huisvrouw Paula Murphy om vrij te komen uit de gevangenis na haar arrestatie voor wangedrag. Vlak voor haar vrijlating wordt Paula echter weer gearresteerd door de FBI voor medeplichtigheid aan moord. Annalise en haar studenten proberen Paula's onschuld te bewijzen, maar hiervoor moeten ze rekenen op de getuigenis van een andere verdachte. Het hoofd van de universiteit vraagt Annalise om Griffin O'Reilly, een bekende footballspeler en tevens verdachte in de verdwijning van Lila, te verdedigen, maar Annalise kan geen besluit nemen voor ze weet of Sam bij de zaak betrokken is. Flashforwards: Wes, Laurel, Connor en Michaela zorgen voor een alibi, maar Michaela ontdekt later dat ze haar verlovingsring kwijt is. |                |                           |                  |                                        |                          |                   |  |
| 4 | 4              | Let's Get to Scooping     | Laura Innes      | Erika Green Swafford                   | 9,79                     | 16 oktober 2014   |  |
| ... |                |                           |                  |                                        |                          |                   |  |
| 5 | 5              | We're Not Friends         | Mike Listo       | Tracey A. Bellomo                      | 9,97                     | 23 oktober 2014   |  |
| ... |                |                           |                  |                                        |                          |                   |  |
| 6 | 6              | Freakin' Whack-a-Mole     | Bill D'Elia      | Michael Foley                          | 8,68                     | 30 oktober 2014   |  |
| ... |                |                           |                  |                                        |                          |                   |  |
| 7 | 7              | He Deserved to Die        | Eric Stoltz      | Warren Hsu Leonard                     | 9,18                     | 6 november 2014   |  |
| ... |                |                           |                  |                                        |                          |                   |  |
| 8 | 8              | He Has a Wife             | Debbie Allen     | Doug Stockstill                        | 9,25                     | 13 november 2014  |  |
| ... |                |                           |                  |                                        |                          |                   |  |
| 9 | 9              | Kill Me, Kill Me, Kill Me | Stephen Williams | Michael Foley & Erika Green Swafford   | 9,82                     | 20 november 2014  |  |
| ... |                |                           |                  |                                        |                          |                   |  |
| 10 | 10             | Hello Raskolnikov         | Michael Offer    | Marcus Dalzine                         | 9,18                     | 29 januari 2015   |  |
| ... |                |                           |                  |                                        |                          |                   |  |
| 11 | 11             | Best Christmas Ever       | Michael Katleman | Tracey A. Bellomo & Warren Hsu Leonard | 8,34                     | 5 februari 2015   |  |
| ... |                |                           |                  |                                        |                          |                   |  |
| 12 | 12             | She's a Murderer          | Bill D'Elia      | Erika Harrison                         | 8,44                     | 12 februari 2015  |  |
| ... |                |                           |                  |                                        |                          |                   |  |
| 13 | 13             | Mama's Here Now           | Mike Listo       | Erika Green Swafford & Doug Stockstill | 8,86                     | 19 februari 2015  |  |
| ... |                |                           |                  |                                        |                          |                   |  |
| 14 | 14             | The Night Lila Died       | Laura Innes      | Michael Foley                          | 8,99                     | 26 februari 2015  |  |
| ... |                |                           |                  |                                        |                          |                   |  |
| 15 | 15             | It's All My Fault         | Bill D'Elia      | Pete Nowalk                            | 8,99                     | 26 februari 2015  |  |
| ... |                |                           |                  |                                        |                          |                   |  |

### Seizoen 2: 2015-2016
| Nr. in serie | Nr. in seizoen | Titel                           | Regisseur          | Schrijver                            | Kijkcijfers VS (miljoen) | Uitzenddatum VS   |  |
| --- | -------------- | ------------------------------- | ------------------ | ------------------------------------ | ------------------------ | ----------------- |  |
| 16 | 1              | It's Time to Move On            | Bill D'Elia        | Pete Nowalk                          | 8,38                     | 24 september 2015 |  |
| Annalise en haar studenten moeten verdergaan met hun leven alsof er niets gebeurd is, maar de studenten kunnen Rebecca's verdwijning moeilijk vergeten. Enkel Annalise en Frank weten dat Rebecca vermoord is, en de twee zijn vastbesloten uit te zoeken wie haar vermoord heeft. Ondertussen beslist Annalise een nieuwe zaak aan te nemen, een broer en zus die ervan beschuldigd worden hun ouders te hebben vermoord. Een oude vriendin verrast Annalise thuis en leert haar een waardevolle les. |                |                                 |                    |                                      |                          |                   |  |
| 17 | 2              | She's Dying                     | Rob Hardy          | Erika Green Swafford                 | 7,53                     | 1 oktober 2015    |  |
| ... |                |                                 |                    |                                      |                          |                   |  |
| 18 | 3              | It's Called the Octopus         | John Terlesky      | Joe Fazzio                           | 7,22                     | 8 oktober 2015    |  |
| ... |                |                                 |                    |                                      |                          |                   |  |
| 19 | 4              | Skanks Get Shanked              | Stephen Williams   | Angela Robinson                      | 6,81                     | 15 oktober 2015   |  |
| ... |                |                                 |                    |                                      |                          |                   |  |
| 20 | 5              | Meet Bonnie                     | Stephen Cragg      | Sarah L. Thompson                    | 6,95                     | 22 oktober 2015   |  |
| ... |                |                                 |                    |                                      |                          |                   |  |
| 21 | 6              | Two Birds, One Millstone        | Mike Listo         | Michael Foley                        | 6,27                     | 29 oktober 2015   |  |
| ... |                |                                 |                    |                                      |                          |                   |  |
| 22 | 7              | I Want You to Die               | Kevin Bray         | Warren Hsu Leonard                   | 6,49                     | 5 november 2015   |  |
| ... |                |                                 |                    |                                      |                          |                   |  |
| 23 | 8              | Hi, I'm Philip                  | Jennifer Getzinger | Tanya Saracho                        | 6,71                     | 12 november 2015  |  |
| ... |                |                                 |                    |                                      |                          |                   |  |
| 24 | 9              | What Did We Do?                 | Bill D'Elia        | Michael Foley & Erika Green Swafford | 7,19                     | 19 november 2015  |  |
| ... |                |                                 |                    |                                      |                          |                   |  |
| 25 | 10             | What Happened to You, Annalise? | Laura Innes        | J.C. Lee                             | 5,82                     | 11 februari 2016  |  |
| ... |                |                                 |                    |                                      |                          |                   |  |
| 26 | 11             | She Hates Us                    | Bill D'Elia        | Erika Harrison                       | 4,88                     | 18 februari 2016  |  |
| ... |                |                                 |                    |                                      |                          |                   |  |
| 27 | 12             | It's a Trap                     | Mike Listo         | Joe Fazzio & Tanya Saracho           | 4,86                     | 25 februari 2016  |  |
| ... |                |                                 |                    |                                      |                          |                   |  |
| 28 | 13             | Something Bad Happened          | Zetna Fuentes      | Michael Foley & Warren Hsu Leonard   | 4,53                     | 3 maart 2016      |  |
| ... |                |                                 |                    |                                      |                          |                   |  |
| 29 | 14             | There's My Baby                 | Stephen Williams   | J.C. Lee & Erika Harrison            | 4,80                     | 10 maart 2016     |  |
| ... |                |                                 |                    |                                      |                          |                   |  |
| 30 | 15             | Anna Mae                        | Bill D'Elia        | Pete Nowalk                          | 5,29                     | 17 maart 2016     |  |
| ... |                |                                 |                    |                                      |                          |                   |  |

### Seizoen 3: 2016-2017
| Nr. in serie | Nr. in seizoen | Titel                              | Regisseur             | Schrijver            | Kijkcijfers VS (miljoen) | Uitzenddatum VS   |  |
| --- | -------------- | ---------------------------------- | --------------------- | -------------------- | ------------------------ | ----------------- |  |
| 31 | 1              | We're Good People Now              | Bill D'Elia           | Pete Nowalk          | 5,11                     | 22 september 2016 |  |
| Met de moord op Wallace Mahoney onopgelost en de verdwijning van Frank, hebben de Keating 5 het moeilijk om verder te gaan met hun leven nu ze hun tweede jaar rechten aanvangen. Ondertussen ligt Annalises reputatie op Middleton University onder vuur, dus recht ze een rechtskliniek op waar de studenten strijden voor hun eigen pro-Deozaken. Annalise heeft het moeilijk met een beslissing omtrent Frank die alles kan veranderen. |                |                                    |                       |                      |                          |                   |  |
| 32 | 2              | There Are Worse Things Than Murder | Zetna Fuentes         | Angela Robinson      | 4,33                     | 29 september 2016 |  |
| Nu haar job onder vuur komt te liggen, beslist Annalise om zich te verdedigen tegen het bestuur van de universiteit. Ondertussen komen geheimen aan het licht wanneer de Keating 5 strijden om de zaak van een mishandelde vrouw die ervan beschuldigd wordt haar man te hebben vermoord. |                |                                    |                       |                      |                          |                   |  |
| 33 | 3              | Always Bet Black                   | Stephen Cragg         | Joe Fazzio           | 4,40                     | 6 oktober 2016    |  |
| Annalise heeft een moeilijke moordzaak voor haar studenten, die gedwongen worden om enkele van hun morele waarden aan de kant te schuiven. Ondertussen doet Laurel een vreselijke ontdekking, met dank aan een onverwachte bron. |                |                                    |                       |                      |                          |                   |  |
| 34 | 4              | Don't Tell Annalise                | Kevin Rodney Sullivan | Erika Green Swafford | 4,00                     | 13 oktober 2016   |  |
| Het lot van een jonge cliënt staat op het spel wanneer de Orde van Advocaten bezwarende informatie tegen Annalise ontdekt. Frank pleegt een vreselijke daad, waar iemand uit zijn directe omgeving mee zal moeten leren leven. |                |                                    |                       |                      |                          |                   |  |
| 35 | 5              | It's About Frank                   | Jann Turner           | J.C. Lee             | 4,29                     | 20 oktober 2016   |  |
| Het mysterie achter de 'killer-flyers tegen Annalise neemt een vreemde wending. Het duistere verleden van Frank komt aan de oppervlakte. Een schrikbarende ontdekking werpt een nieuw licht op de gebeurtenissen tijdens de nacht van de brand. |                |                                    |                       |                      |                          |                   |  |
| 36 | 6              | Is Someone Really Dead?            | Sharat Raju           | Fernanda Coppel      | 4,07                     | 27 oktober 2016   |  |
| In de zaak rond de moord op Wallace Mahoney worden Annalise en de Keating 5 geconfronteerd met een nieuwe ontdekking. Ondertussen neemt het team de zaak aan van een veteraan die beschuldigd wordt van doodslag. |                |                                    |                       |                      |                          |                   |  |
| 37 | 7              | Call It Mother's Intuition         | Mike Smith            | Erika Harrison       | 4,08                     | 3 november 2016   |  |
| Annalise en haar studenten nemen de zaak van twee kinderen aan die worden beschuldigd van de moord op hun moeder. De daden van Frank hebben desastreuze gevolgen. |                |                                    |                       |                      |                          |                   |  |
| 38 | 8              | No More Blood                      | Jet Wilkinson         | Morenike Balogun     | 4,32                     | 10 november 2016  |  |
| Annalise en Bonnie gebruiken een ongewone bron voor meer inlichtingen, maar daardoor loopt de spanning erg hoog op bij de Keating 5. Annalise neemt een bijzonde cliënt aan. |                |                                    |                       |                      |                          |                   |  |
| 39 | 9              | Who's Dead?                        | Bill D'Elia           | Michael Foley        | 4,95                     | 17 november 2016  |  |
| Annalise krijgt een tip over openbaar aanklager Atwood die zorgt voor spanning tussen haar en Nate. De gebeurtenissen die hebben geleid tot de brand in Annalises huis geven een indicatie over de identiteit van het slachtoffer. |                |                                    |                       |                      |                          |                   |  |
| 40 | 10             | We're Bad People                   | Jennifer Getzinger    | Sarah L. Thompson    | 5,41                     | 26 januari 2017   |  |
| Annalise zit in de cel op verdenking van brandstichting en poging tot moord. Het Openbaar Ministerie bereidt volop de zaak tegen haar voor. De politie pluist intussen volop uit wat er met Wes is gebeurd, de nacht van de brand. De Keating 4 proberen de dood van een van hun teamleden een plaats te geven. |                |                                    |                       |                      |                          |                   |  |
| 41 | 11             | Not Everything's About Annalise    | Nicole Rubio          | Abby Ajayi           | 4,69                     | 2 februari 2017   |  |
| Annalise staat op het punt om te breken. Het leven achter de tralies grijpt haar erg aan, maar een verrassende bekentenis over de moord op Wes kan alles veranderen. De Keating 4 beseffen dat ook hun vrijheid op het spel staat wanneer ze merken dat het onderzoek veel grondiger gevoerd wordt dan ze hadden verwacht. |                |                                    |                       |                      |                          |                   |  |
| 42 | 12             | Go Cry Somewhere Else              | Cherie Nowlan         | Daniel Robinson      | 4,92                     | 9 februari 2017   |  |
| De spanning in de rechtszaal loopt hoog op wanneer de aanklager een nieuwe beschuldiging tegen Annalise op tafel legt. Nate ontdekt een cruciaal element dat zijn eigen onschuld in gevaar dreigt te brengen. De onderzoekers roepen Oliver op voor ondervraging. |                |                                    |                       |                      |                          |                   |  |
| 43 | 13             | It's War                           | Hanelle Culpepper     | Brendan Kelly        | 4,66                     | 16 februari 2017  |  |
| Nu Annalise beroofd is van haar macht, stelt ze alles in het werk om zich te wreken op Denver en Atwood. Asher, Connor, Michaela, Laurel en Oliver hebben nog steeds moeite met de onopgeloste moord op Wes. Nate doet een vreselijke ontdekking. |                |                                    |                       |                      |                          |                   |  |
| 44 | 14             | He Made a Terrible Mistake         | Jet Wilkinson         | Joe Fazzio           | 4,92                     | 23 februari 2017  |  |
| Annalise probeert zich te verdedigen wanneer het Openbaar Ministerie de zaak een nieuwe wending geeft. De eensgezindheid binnen de Keating 4 brokkelt af nu ze cruciale informatie ontdekken over de omstandigheden rond de dood van Wes. |                |                                    |                       |                      |                          |                   |  |
| 45 | 15             | Wes                                | Bill D'Elia           | Pete Nowalk          | 4,92                     | 23 februari 2017  |  |
| Annalise en de Keating 4 testen hoe ver ze gaan om zichzelf te redden terwijl de schokkende details van de nacht van de brand onthullen wie Wes vermoord heeft. |                |                                    |                       |                      |                          |                   |  |

### Seizoen 4: 2017-2018
| Nr. in serie | Nr. in seizoen | Titel                                 | Regisseur        | Schrijver                             | Kijkcijfers VS (miljoen) | Uitzenddatum VS   |  |
| ------------ | -------------- | ------------------------------------- | ---------------- | ------------------------------------- | ------------------------ | ----------------- |  |
| 46           | 1              | I'm Going Away                        | Jet Wilkinson    | Pete Nowalk                           | 3,96                     | 28 september 2017 |  |
| ...          |                |                                       |                  |                                       |                          |                   |  |
| 47           | 2              | I'm Not Her                           | Paris Barclay    | Maya Goldsmith                        | 3,88                     | 5 oktober 2017    |  |
| ...          |                |                                       |                  |                                       |                          |                   |  |
| 48           | 3              | It's for the Greater Good             | Nicole Rubio     | Erika Harrison                        | 3,88                     | 12 oktober 2017   |  |
| ...          |                |                                       |                  |                                       |                          |                   |  |
| 49           | 4              | Was She Ever Good At Her Job?         | Mike Smith       | Michael Russo                         | 3,56                     | 19 oktober 2017   |  |
| ...          |                |                                       |                  |                                       |                          |                   |  |
| 50           | 5              | I Love Her                            | Lexi Alexander   | Sarah L. Thompson                     | 3,56                     | 26 oktober 2017   |  |
| ...          |                |                                       |                  |                                       |                          |                   |  |
| 51           | 6              | Stay Strong, Mama                     | Cherie Nowlan    | Morenike Balogun                      | 3,56                     | 2 november 2017   |  |
| ...          |                |                                       |                  |                                       |                          |                   |  |
| 52           | 7              | Nobody Roots for Goliath              | Nzingha Stewart  | Daniel Robinson                       | 3,71                     | 9 november 2017   |  |
| ...          |                |                                       |                  |                                       |                          |                   |  |
| 53           | 8              | Live. Live. Live.                     | Rob Hardy        | Joe Fazzio                            | 3,72                     | 16 november 2017  |  |
| ...          |                |                                       |                  |                                       |                          |                   |  |
| 54           | 9              | He's Dead                             | Jet Wilkinson    | Abby Ajayi                            | 3,80                     | 18 januari 2018   |  |
| ...          |                |                                       |                  |                                       |                          |                   |  |
| 55           | 10             | Everything We Did Was for Nothing     | Jonathan Brown   | Matthew Cruz                          | 3,54                     | 25 januari 2018   |  |
| ...          |                |                                       |                  |                                       |                          |                   |  |
| 56           | 11             | He's a Bad Father                     | Marta Cunningham | Maya Goldsmith                        |                          | 1 februari 2018   |  |
| ...          |                |                                       |                  |                                       |                          |                   |  |
| 57           | 12             | Ask Him About Stella                  | Stephen Cragg    | Tess Leibowitz                        |                          | 8 februari 2018   |  |
| ...          |                |                                       |                  |                                       |                          |                   |  |
| 58           | 13             | Lahey v. Commonwealth of Pennsylvania | Zetna Fuentes    | TMorenike Balogun & Sarah L. Thompson |                          | 1 maart 2018      |  |
| ...          |                |                                       |                  |                                       |                          |                   |  |

## Prijzen en nominaties
| Jaar | Prijs                     | Categorie                                                     | Genomineerd                                    | Resultaat   |
| ---- | ------------------------- | ------------------------------------------------------------- | ---------------------------------------------- | ----------- |
| 2014 | AFI Award                 | Television Program of the Year                                | How to Get Away with Murder                    | Gewonnen    |
| 2015 | People's Choice Award     | Favorite New TV Drama                                         | How to Get Away with Murder                    | Genomineerd |
| 2015 | People's Choice Award     | Favorite Actress In A New TV Series                           | Viola Davis                                    | Gewonnen    |
| 2015 | NAACP Image Award         | Outstanding Drama Series                                      | How to Get Away with Murder                    | Gewonnen    |
| 2015 | NAACP Image Award         | Outstanding Actress in a Drama Series                         | Viola Davis                                    | Gewonnen    |
| 2015 | NAACP Image Award         | Outstanding Supporting Actress in a Drama Series              | Aja Naomi King                                 | Genomineerd |
| 2015 | NAACP Image Award         | Outstanding Supporting Actor in a Drama Series                | Alfred Enoch                                   | Genomineerd |
| 2015 | NAACP Image Award         | Outstanding Writing in a Dramatic Series                      | Erika Green Swafford ("Let’s Get to Scooping") | Gewonnen    |
| 2015 | Screen Actors Guild Award | Outstanding Performance by a Female Actor in a Drama Series   | Viola Davis                                    | Gewonnen    |
| 2015 | 72e Golden Globe Awards   | Golden Globe Award for Best Actress – Television Series Drama | Viola Davis                                    | Genomineerd |
| 2015 | GLAAD Media Award         | Outstanding Drama Series                                      | How to Get Away with Murder                    | Gewonnen    |
| 2015 | 67e Primetime Emmy Awards | Outstanding Lead Actress in a Drama Series                    | Viola Davis                                    | Gewonnen    |